# صندلی راحتی

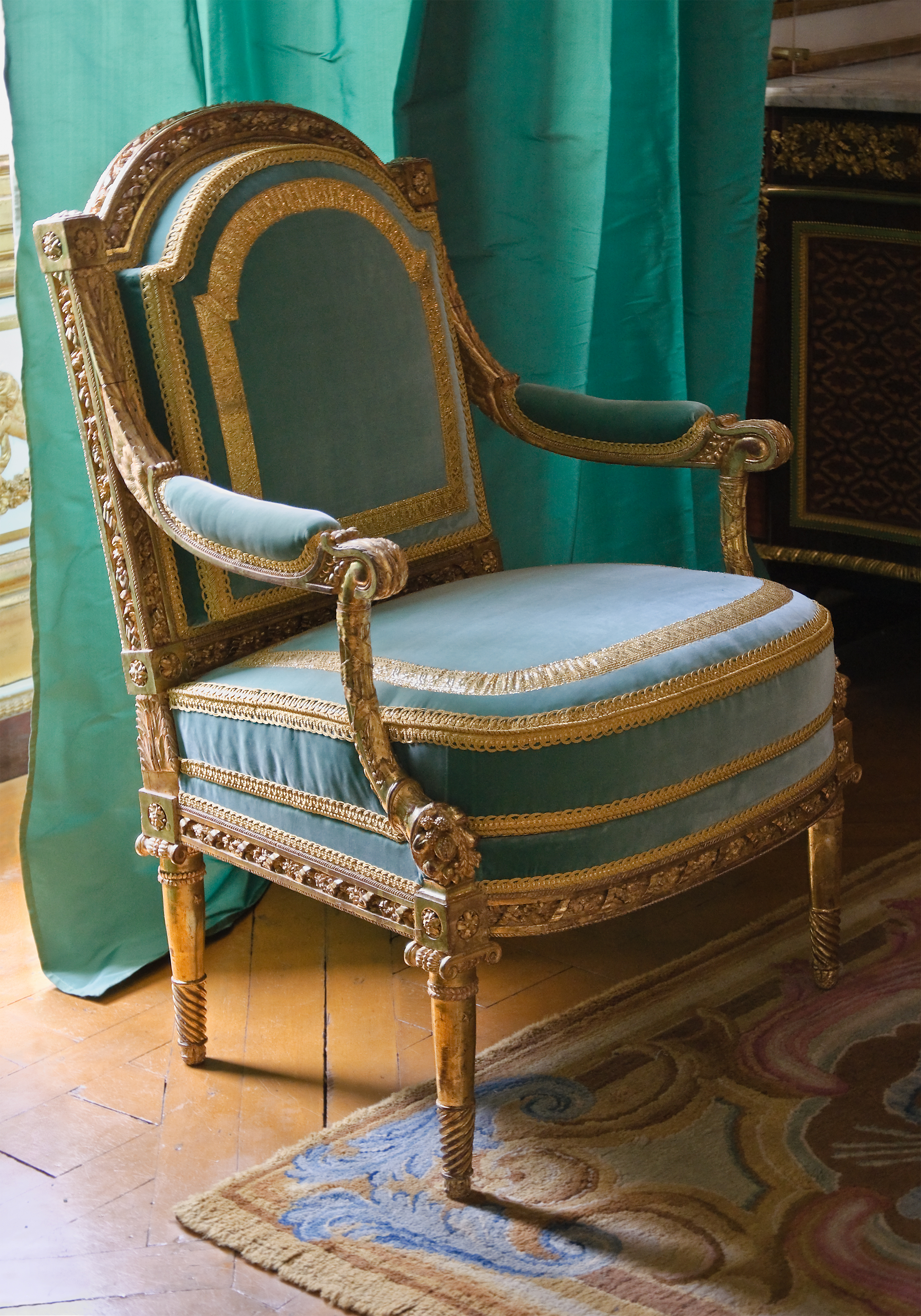
صندلی راحتی ملکه دورهٔ لوئی شانزدهم ساخته شده توسط ژرژ ژاکوب (۱۸۱۴–۱۷۳۹ میلادی) برای کابینت طلایی ماری آنتوانت، آپارتمان کوچک ملکه، کاخ ورسای.

صندلی راحتی (به فرانسوی: Fauteuil) به سبکی از صندلی‌های دارای تکیه‌گاه آرنج که عمدتاً با کلاف چوبی نمایان ساخته می‌شوند. این سبک از صندلی در اوایل قرن هفدهم میلادی در فرانسه ایجاد شد.
صندلی راحتی از چوب و اغلب با تزئینات برجستهٔ منبت‌کاری ساخته شده است. معمولاً روی صندلی، پشتی صندلی و روی بازوها (تکیه‌گاه آرنج) روکش می‌شود. برخی از صندلی‌های راحتی دارای یک نوار دور تا دور همچون والان هستند که به صورت لایه‌ای است که کمی برجسته شده است. معمولاً عناصر چوبیِ در معرض دید طلاکاری یا رنگ آمیزی می‌شوند. برخی از صندلی‌های راحتی دارای یک تکیه‌گاه کوتاه جداگانه یا پوف هستند که به عنوان میز، چهارپایه یا زیرپایی استفاده می‌شود و عموماً برای قراردادن پاها و لم دادن هستند.

## تاریخچه

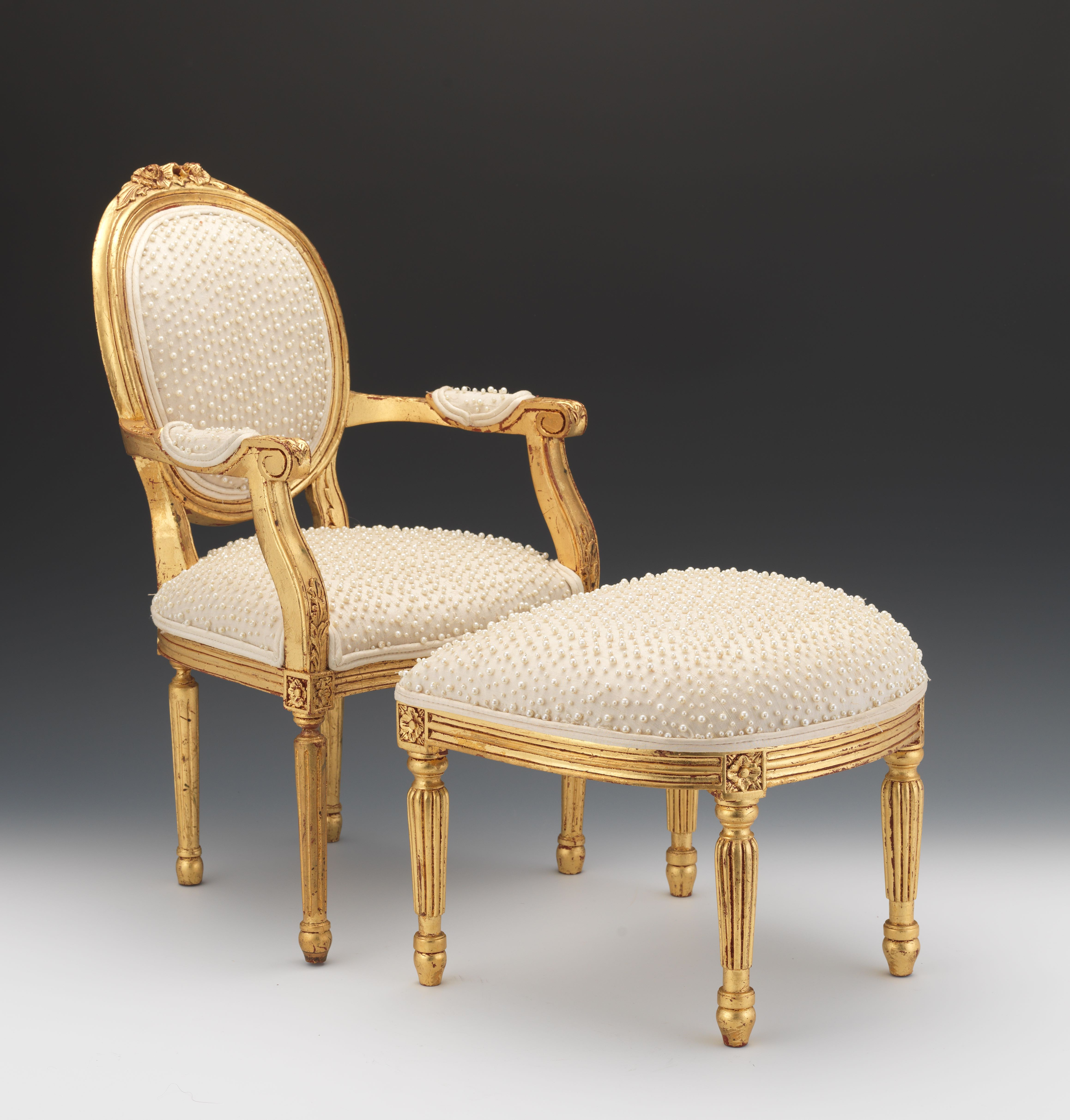
یک صندلی راحتی طلایی به سبک لوئی شانزدهم با مرواریدهای مصنوعی و عثمانی.

واژهٔ «صندلی راحتی» که از جد رنسانس اروپایی خود به نام منبر مکالمه (Caquetoire) با تکیه‌گاه آرنج یا صندلی تاشوی ژرمن [یک صندلی تاشو به شکل X که از صندلی کورول رومیان گرفته شده و در قرون وسطی استفاده می‌شد.] گرفته شده بود. این واژه تا سال ۱۶۳۶ میلادی وارد فرهنگ لغات نشد. در دربار، برای انتخاب صندلی‌ها از یک نظم سلسله مراتبی پیروی می‌کردند: صندلی برای پادشاه و مهمانان معتبر، صندلی یا چهارپایه برای شاهزادگان خونی و مهمانان برجسته، چهارپایه و صندلی تاشو برای شاهزاده خانم‌های بلندپایه، دوک‌ها و همتایان و مقامات عالی، خشت (کوسن مسطح و مربعی که روی زمین قرار می‌گیرد) برای زنان کم لقب (تزیین شده با قیطان طلا برای زنان اشراف، ابریشم برای زنان بورژوا). صندلی‌های راحتی دورهٔ لوئی سیزدهم صندلی راحتی با پشتی کوتاه برای کار یا صرف غذا استفاده می‌شدند، در حالی که آن‌هایی که برای استراحت استفاده می‌شدند دارای پشتی بلندتر و کمی متمایل به سمت عقب بودند.